# Humphrey Marshall (general)
Humphrey Marshall, född 13 januari 1812 i Frankfort, Kentucky, död 28 mars 1872 i Louisville, Kentucky, var en amerikansk diplomat, general och politiker. Han representerade delstaten Kentuckys sjunde distrikt i USA:s representanthus 1849–1852 och 1855–1859. Han var USA:s högsta diplomatiska företrädare i Kina 1852–1854. Han tjänstgjorde som brigadgeneral i Amerikas konfedererade staters armé i amerikanska inbördeskriget. Farfadern Humphrey Marshall hade varit senator 1795–1801.
Marshall utexaminerades 1832 från United States Military Academy. Han tjänstgjorde sedan i USA:s armé fram till 1833, studerade därefter juridik och inledde sin karriär som advokat i Kentucky. Han deltog som frivillig i mexikanska kriget.
Marshall gick med i Whigpartiet. Han blev invald i representanthuset i kongressvalet 1848. Han omvaldes 1850. Han tillträdde 1852 som USA:s kommissionär i Kina. Han efterträddes 1854 av Robert Milligan McLane. Marshall bytte sedan parti till Knownothings. Han besegrade den sittande kongressledamoten William Preston i kongressvalet 1854. Han omvaldes 1856.
Marshall tjänstgjorde som brigadgeneral i konfederationens armé. Hans trupper förlorade slaget vid Middle Creek i sydöstra Kentucky den 10 januari 1862. Överste James Garfield förde befäl över nordstatstrupperna som vann slaget. Efter slaget befordrades den blivande presidenten Garfield till brigadgeneral.